# Moeno Nitō
Moeno Nitō, ou Nito, Nitou, Nitoh (仁藤萌乃, Nitō Moeno, née le 22 juillet 1992 à Tōkyō, au Japon) est une chanteuse et idole japonaise, membre du groupe de J-pop AKB48 (team K). Elle est sélectionnée en 2008 avec la team B, et rejoint la team K en mars 2010. Elle fait aussi partie des groupes temporaires Nattō Angel Z et MINT en 2010.